# Pharmakosiderit
Pharmakosiderit, auch als Würfelerz bekannt, ist ein allgemein eher selten vorkommendes Mineral aus der Mineralklasse der „Phosphate, Arsenate und Vanadate“ mit der chemischen Zusammensetzung KFe3+4[(OH)4|(AsO4)3]·6–76H2O und damit chemisch gesehen ein wasserhaltiges Kalium-Eisen-Arsenat mit zusätzlichen Hydroxidionen.
Pharmakosiderit kristallisiert im kubischen Kristallsystem und entwickelt typischerweise Idiomorphe, würfelige Kristalle mit oft diagonal gestreiften Flächen. Er findet sich aber auch in Form körniger bis massiger Mineral-Aggregate. Die durchsichtigen bis durchscheinenden Kristalle sind je nach Fremdbeimengung von grüner, honiggelber bis gelblichbrauner oder dunkelbrauner Farbe und zeigen auf den Oberflächen einen glas- bis diamantähnlichen Glanz. Auf der Strichtafel hinterlässt Pharmakosiderit einen grünlichweißen Strich.

## Etymologie und Geschichte
Erstmals erwähnt wird das Mineral 1786 durch Martin Heinrich Klaproth in seiner Publikation Mineralogisch-chemischer Beytrag zur Naturgeschichte Cornwallischer Mineralien. In seiner Beschreibung ist allerdings von zwei bisher unbekannten Mineralen die Rede:

„Das an allen Gattungen vom Kupfer so reiche Granitgebirge zu Carrarach [...] liefert zu Zeiten auch folgende zwey, bisher unbestimmt gebliebene Kristallisationen. [...]
Die erste derselben [...] formiren zarte, olivengrüne, gegen zwey bis drey Linien lange, bald einzeln, bald büschelförmig und strahlig aufstehende Spießgen. [...]
Die andere Kristallisation bestehet, an meinem Exemplare, aus zusammengehäuften, sehr kleinen, dunkelgrünen Würfeln, mit glatten und starkglänzenden Flächen [...]. Man könnte sie leicht für kleine Flußspatwürfel ansehen; [...]“

Klaproth unterzog beide Minerale der Lötrohrprobe und identifizierte das erste korrekt als „arseniksaures Kupfer“, das ab 1820 durch Robert Jameson unter der Bezeichnung Olivenit bekannt wird. Der als Typlokalität angegebene Ort Carrarach ist identisch mit dem heute bekannten Ort Carharrack sowie der gleichnamigen Zinn- und Kupfermine nahe St Day in dem zur englischen Grafschaft Cornwall gehörenden Distrikt Gwennap.
Für das zweite Mineral gibt Klaproth als Bestandteile zunächst ebenfalls Kupfer und Arseniksäure (kurz Arsensäure) an, obwohl ihm die etwas anders verlaufende Reaktion vor dem Lötrohr (geringere Entwicklung von Arsenikdampf, anfängliches Aufblähen auf Kohle) und der träger ablaufende Schmelzprozess bis zu einen grauen Metallkorn auffielen. Ausgewalzt zeigten sich zudem einige stahlfarbene Stellen, weshalb Klaproth vermutete, dass die Verbindung zusätzlich Eisen enthielt. Durch weitere Versuche erkannte er allerdings, dass das Kupfer als Fremdbeimengung vom Kupferglanz kam, der mit dem „Würfelerz“ innig verwachsen war. Mechanisch vom Kupferglanz befreite Proben weisen kein Kupfer mehr auf. Nach Analyse durch Vauquelin bestand die Zusammensetzung aus 48 % Eisen, 18 % Arseniksäure und 32 % Kristallisationswasser sowie Beimengungen von 2 bis 3 % kohlenstoffsaurem Kalk.
Das ebenfalls enthaltene Kalium entgeht allerdings Vauquelin ebenso wie vor ihm Klaproth. Auch Friedrich Hausmann, der 1813 den bis heute gültigen Namen Pharmakosiderit prägte, gibt in seiner Beschreibung keine neueren Analysen an, obwohl das Element in der Zwischenzeit (1807) entdeckt wurde. Der von Hausmann gewählte Name leitet sich vom griechischen φάρμăκου (Farmakon) für Gift, was auf den Gehalt an Arsen anspielt und σίδηρος (Sideros) für Eisen ab. Als Typlokalitäten gelten die Tincroft- und Carharrack-Minen in Gwennap, Cornwall, England.
Dass auch Kalium ein Bestandteil von Pharmakosiderit ist, kann erstmals E. G. J. Hartley 1899 nach intensiven Analysen belegen. Er nimmt jedoch an, dass Kalium nur in die Formel integriert werden kann, wenn ein Teil des Wasserstoffs in den Hydroxidgruppen durch Kalium ersetzt ist und gibt die Formel mit 2FeAsO4·Fe[O(H,K)]3·5H2O an.
Die endgültige Festlegung von Struktur und Zusammensetzung gelingt erst 1967 durch M. J. Buerger, W. A. Dollase und I. Garaycochea-Wittke auf der Basis der Voruntersuchung von Josef Zemann 1948.

## Klassifikation
Bereits in der veralteten, aber teilweise noch gebräuchlichen 8. Auflage der Mineralsystematik nach Strunz gehörte der Pharmakosiderit zur Klasse der „Phosphate, Arsenate und Vanadate“ und dort zur Abteilung der „Wasserhaltigen Phosphate mit fremden Anionen“, wo er als Namensgeber die „Pharmakosiderit-Gruppe“ mit der System-Nr. VII/D.47 und den weiteren Mitgliedern Alumopharmakosiderit, Bariopharmakosiderit und Natropharmakosiderit bildete.
Die seit 2001 gültige und von der International Mineralogical Association (IMA) verwendete 9. Auflage der Strunz’schen Mineralsystematik ordnet den Pharmakosiderit ebenfalls in die Abteilung der „Phosphate usw. mit zusätzlichen Anionen; mit H2O“ ein. Diese ist allerdings weiter unterteilt nach der relativen Größe der beteiligten Kationen und dem Stoffmengenverhältnis der weiteren Anionen (OH etc.) zum Phosphat-, Arsenat- bzw. Vanadatkomplex (RO4), so dass das Mineral entsprechend seiner Zusammensetzung in der Unterabteilung „Mit großen und mittelgroßen Kationen; (OH usw.) : RO4 > 1 : 1 und < 2 : 1“ zu finden ist, wo es ebenfalls namensgebend die „Pharmakosideritgruppe“ mit der System-Nr. 8.DK.10 und den weiteren Mitgliedern Bariopharmakosiderit, Hydroniumpharmakoalumit (IMA 2012-050), Hydroniumpharmakosiderit (IMA 2010-014), Natropharmakoalumit (IMA 2010-009), Natropharmakosiderit und Pharmakoalumit (ehemals Alumopharmakosiderit) bildet.
Auch die vorwiegend im englischen Sprachraum gebräuchliche Systematik der Minerale nach Dana ordnet den Pharmakosiderit in die Klasse der „Phosphate, Arsenate und Vanadate“ und dort in die Abteilung der „Wasserhaltige Phosphate etc., mit Hydroxyl oder Halogen“ ein. Hier ist er in der unbenannten Gruppe 42.08.01 innerhalb der Unterabteilung „Wasserhaltige Phosphate etc., mit Hydroxyl oder Halogen mit (AB)7(XO4)4Zq × x(H2O)“ zu finden.

## Kristallstruktur
Pharmakosiderit kristallisiert im kubischen Kristallsystem in der Raumgruppe P43m (Raumgruppen-Nr. 215) mit dem Gitterparameter a = 7,98 Å sowie einer Formeleinheit pro Elementarzelle.
Die Kristallstruktur besteht aus je vier kantenverknüpften (Fe,Al)[6]-Oktaedern (6-fach koordiniert) und sechs AsO4-Tetraedern, die zu einem zeolithähnlichen Gerüst mit großen Hohlräumen verbunden sind. In diesen Hohlräumen sind ein Teil des Kristallwassers und die großen Kationen eingelagert.

## Eigenschaften
Pharmakosiderit ist schwach piezoelektrisch und pyroelektrisch. Das Mineral ist in Wasser unlöslich, in Salzsäure dagegen löslich. Wird ein grüner Kristall in Ammoniakwasser (NH4OH) getaucht, verfärbt er sich durch Aufnahme von Ammonium (NH4) rot. Die grüne Farbe lässt sich durch Eintauchen in verdünnte Salzsäure im Verhältnis 1:1 wiederherstellen.
Beim Erhitzen vor dem Lötrohr entwickeln sich Arsenikdämpfe. Auf Kohle bläht sich Pharmakosiderit anfänglich auf und der ablaufende Schmelzprozess bis zur Entstehung eines grauen Metallkorns verläuft träger als bei dem oft vergesellschafteten Olivenit. Das zeolithähnlich gebundene Wasser (bis zu 5 Moleküle H2O) entweicht beim Erhitzen ebenfalls kontinuierlich.

## Bildung und Fundorte

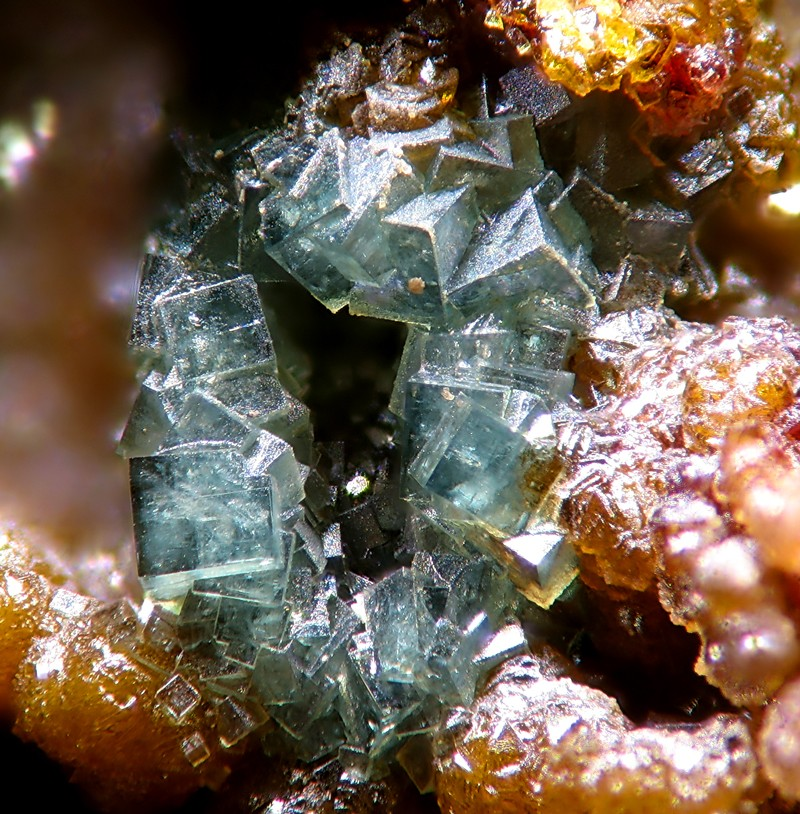
Bläulicher Pharmakosiderit aus der Alto das Quelhas do Gestoso Mines, Gestoso, Portugal (Bildbreite: 2,5 mm)

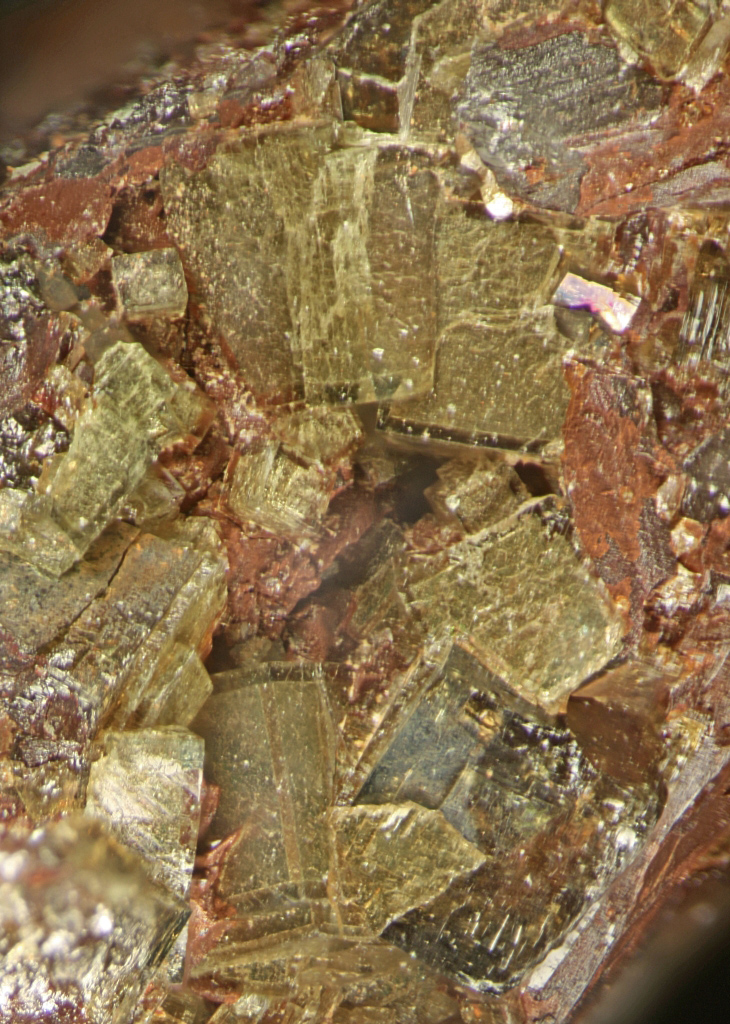
Grünlicher Pharmakosiderit aus Wheal Gorland, St Day, Cornwall (Sichtfeld 4,3 mm × 5,9 mm)

Pharmakosiderit bildet sich sekundär in der Oxidationszone von Erz-Lagerstätten, kann aber auch aufgrund von hydrothermaler Vorgänge (epithermal) aus arsenhaltigen Sulfiden wie unter anderem Arsenopyrit (Arsenkies) und Löllingit. Als Begleitminerale treten neben dem bereits genannten Olivenit unter anderem Arseniosiderit, Beudantit, Chalkosin (Kupferglanz), Chalkopyrit (Kupferkies), Jarosit, Karminit, Skorodit und Symplesit sowie das Eisenoxidgemenge Limonit (Brauneisenstein) auf.
Als eher seltene Mineralbildung kann Pharmakosiderit an verschiedenen Fundorten zum Teil zwar reichlich vorhanden sein, insgesamt ist er aber wenig verbreitet. Bisher sind rund 450 Fundorte für Pharmakosiderit dokumentiert, davon mehr als die Hälfte in Europa (Stand 2018). Neben seiner Typlokalität, der Carharrack Mine bei Carharrack (früher Carrarach) nahe St Day/Gwennap und der Co-Typlokalität Tincroft Mine bei Illogan/Pool konnte das Mineral an vielen weiteren Forten im englischen Cornwall gefunden werden wie unter anderem an der Penlee Beach bei Newlyn, in der Pednandrea Mine (Pedn-an-Drea Mine) bei Redruth, der Wheal Ellen oder Old Basset Mine bei St Agnes, die Marke Valley Mine, Phoenix United Mine und Craddock Moor Mine im Verwaltungsgebiet Liskeard der Croft Gothal und der Penberthy Croft Mine bei St Hilary sowie in Wheal Owles, der Botallack Mine und der Levant Mine im Bergbaurevier St Just. Daneben trat Pharmakosiderit vereinzelt noch in den englischen Grafschaften Cheshire und Devon sowie an mehreren Orten in der englischen Grafschaft Cumbria auf. Der einzige weitere bekannte Fundort im Vereinigten Königreich ist die Gwaith Yr Afon Mine bei Goginan im Verwaltungsbezirk Ceredigion in Wales.
Aufgrund außergewöhnlicher Pharmakosideritfunde sind zudem die Fundgebiete St Day, Liskeard und Redruth, wo würfelige Kristalle von bis zu einem Zentimeter Durchmesser auftraten. Es wurde aber auch Kristallgrößen von bis zu zwei Zentimeter bekannt.

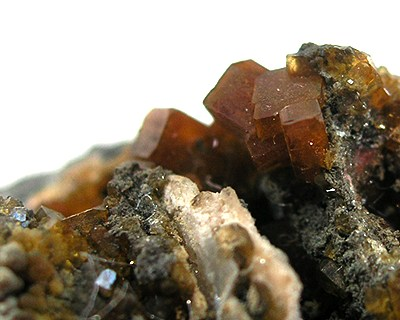
Goldorangefarbene Pharmakosideritwürfel aus dem Bergbaugebiet Graul im sächsischen Erzgebirge (Gesamtgröße 4,1 cm × 3,3 cm × 2 cm)

In Deutschland fand sich Pharmakosiderit bisher in Baden-Württemberg an verschiedenen Orten im Schwarzwald wie unter anderem am Hornbühl bei Waldkirch, in der Grube Johannis Segen bei Bühlerstein in der Gemeinde Gutach und einem Granit-Steinbruch bei Menzenschwand-Vorderdorf sowie in der Grube Clara bei Oberwolfach im Ortenaukreis. In Bayern trat das Mineral an einigen Orten in Unter- und Oberfranken sowie der Oberpfalz auf, so unter anderem in den Eisengruben bei Arzberg, in den Cobalterz führenden Barytgängen der Grube Segen Gottes bei Huckelheim, der ehemaligen Kupfer-Grube Wilhelmine bei Sommerkahl und am Kreuzberg bei Pleystein. In Hessen konnte Pharmakosiderit bisher nur an wenigen Orten im Odenwald wie auf den Halden der Kupfergrube am Lochborn bei Bieber und im Aorit-Steinbruch (Dioritmigmatit) bei Erlenbach. In Hessen fand es sich in einem Gabbrosteinbruch im Radautal bei Bad Harzburg sowie im Bergbaurevier Sankt Andreasberg.

Bekannte Fundorte in Nordrhein-Westfalen sind unter anderem die Grube Leibnitz-Dante im Bensberger Erzrevier sowie die Gruben Wilder Mann, Eisenzecher Zug und die zu Storch & Schöneberg gehörende Grube Sophie im Kreis Siegen-Wittgenstein. In Rheinland-Pfalz kennt man vor allem Funde aus den Gruben Wolf bei Herdorf, Käusersteimel bei Kausen und Louise bei Niedersteinebach im Kreis Altenkirchen sowie Clemenslust bei Kasbach-Ohlenberg, Reichensteinerberg bei Reichenstein und Virneberg bei Rheinbreitbach im Kreis Neuwied. Im Landkreis Harz in Sachsen-Anhalt trat das Mineral in mehreren Gruben des Bergbaureviers Harzgerode sowie in der ehemaligen Grubenanlage Aufgeklärtes Glück und der Grube Louise Charlotte bei Wernigerode zutage. In Sachsen fand es sich vor allem im Erzgebirgskreis an den Greifensteinen und der Grube Sauberg bei Ehrenfriedersdorf, in den Gruben St. Georg, Daniel, Güldener Falk und Rappold im Bergbaubezirk Schneeberg sowie in den Gruben Gottes Geschick, St. Katharina und Stamm Asser im Bergbaugebiet Graul. Im sächsischen Vogtland kennt man zudem unter anderem das Zinnbergwerk Grube Tannenberg und in Thüringen den Quarzporphyr-Steinbruch am Kuhberg in der Gemeinde Neumühle/Elster und eine Kupfergrube am Bergmannskopf bei Gräfenroda als Fundorte für Pharmakosiderit.
In Österreich wurde Pharmakosiderit bisher vor allem in Kärnten (Knichtelager, Grube Althaus), Salzburg (Anna-, Daniel- und Barbarastollen) und der Steiermark (Straßegg, Wildfrauengrotte, Zinkwand) gefunden. Daneben trat das Mineral noch in einer Antimongrube bei Stadtschlaining im Burgenland, am Knappenberg bei Hirschwang an der Rax in Niederösterreich, am Silberberg im Gebiet Brixlegg-Rattenberg sowie im Steinbruch Großstroheim bei Eferding in Oberösterreich auf.
In der Schweiz kennt man Pharmakosiderit bisher nur vom Hochmättli im Kanton Glarus sowie aus dem Binntal (Chummibort-Gletscher, Hillehorn, Wannigletscher), dem Turtmanntal (Pipjitälli) und dem Val d’Anniviers (Mine des Bourrimonts bei Ayer und Mine de Collioux inférieur bei Saint-Luc VS).
Weitere Fundorte liegen unter anderem in Australien, Brasilien, Chile, Frankreich, Griechenland, Italien, Japan, Kanada, Marokko, Mexiko, Neuseeland, Norwegen, Polen, Portugal, Spanien, der Slowakei, Südafrika, Tschechien und den Vereinigten Staaten von Amerika.